# Ochogona elaphron
Ochogona elaphron är en mångfotingart som först beskrevs av Carl Graf Attems 1895.  Ochogona elaphron ingår i släktet Ochogona och familjen knöldubbelfotingar. Utöver nominatformen finns också underarten O. e. latifolium.